# Winnipesaukee
La Winnipesaukee est une rivière des États-Unis qui coule dans l'État du New Hampshire. Elle est l'émissaire du lac Winnipesaukee et rejoint la rivière Pemigewasset pour former le Merrimack.